# Nationalstraße 308 (China)
Die Nationalstraße 308 (chinesisch 308国道, Pinyin 308 Guódào, englisch China National Highway 308), chin. Abk. G308, ist eine 637 km lange, in Ost-West-Richtung verlaufende Fernstraße im Osten Chinas in den Provinzen Shandong und Hebei. Sie beginnt in der Metropole Qingdao an der Ostküste und führt über Weifang und Zibo in die Metropole und Provinzhauptstadt Jinan. Von dort führt sie weiter über Qihe, Nangong, Xinhe, Ningjin und Luancheng in die Provinzhauptstadt Shijiazhuang. Die G308 verläuft parallel zum östlichen Teil der Autobahn G20.